# Lede
Lede ist eine belgische Gemeinde in der Denderstreek in der Region Flandern. Sie liegt in der Provinz Ostflandern und gehört zum Arrondissement Aalst.

## Lage
Aalst liegt 4 km südöstlich, Dendermonde 11 km nordöstlich, Gent 20 km nordwestlich, Brüssel 30 km südöstlich und Antwerpen 40 km nordöstlich.

## Geschichte
Die heutige Gemeinde Lede entstand im Jahre 1977 durch den Zusammenschluss des Hauptortes mit den bis dahin selbständigen Gemeinden und jetzigen Ortsteilen Impe, Oordegem, Smetlede, Wanzele und Papegem. Der Molenbeek verläuft durch Lede und durch alle Ortsteile.

## Verkehr
Die nächsten Autobahn-Anschlussstellen befinden sich im Süden bei Aalst und Erpe-Mere an der A10/E 40 und im Norden bei Beervelde und Lokeren an der A14/E 17.
Lede besitzt einen eigenen Regionalbahnhof an der Bahnstrecke Gent – Wetteren – Lede – Aalst – Brüssel.

## Bilder

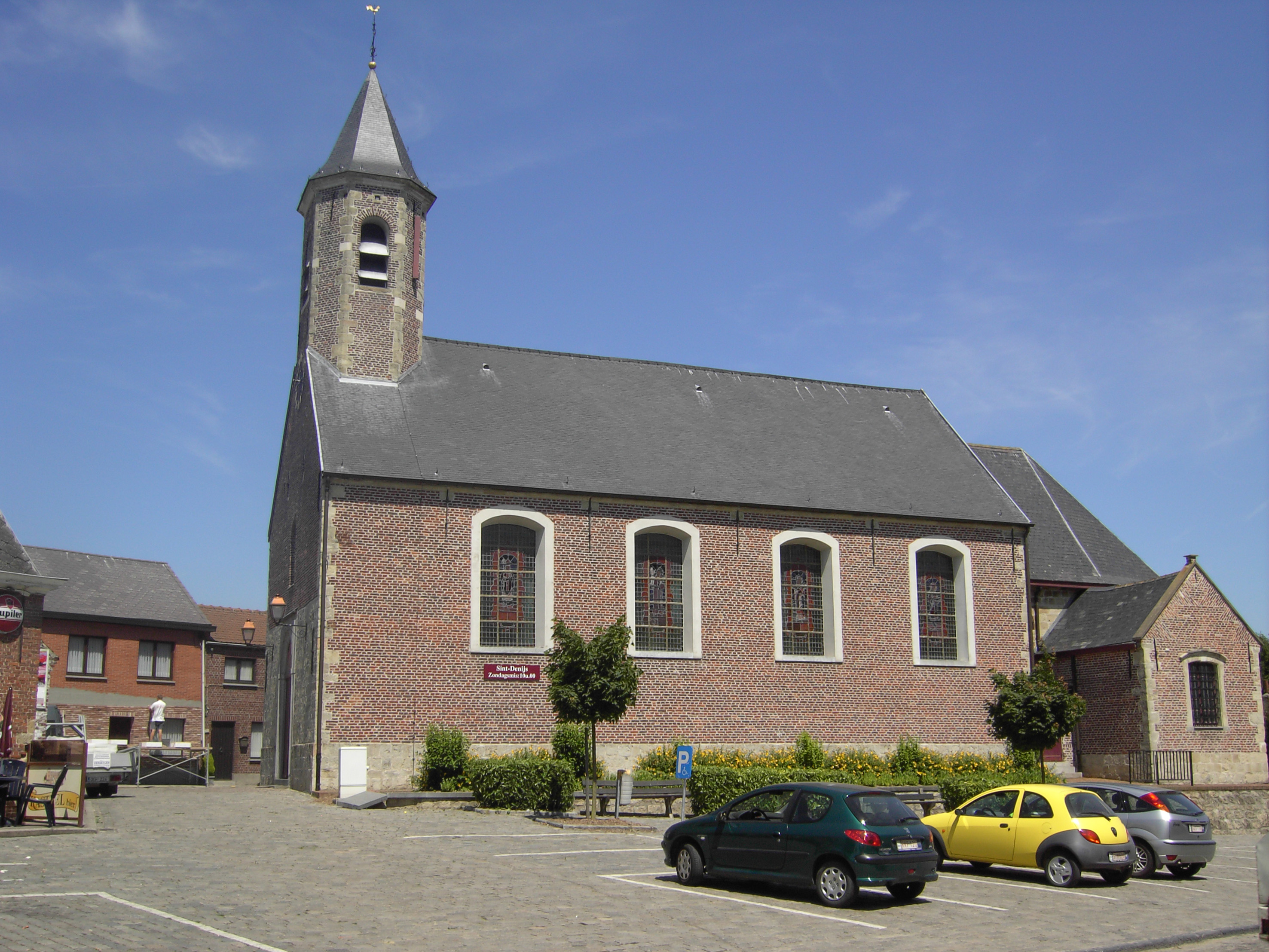
Impe, Kirche: de Sint-Denijskerk
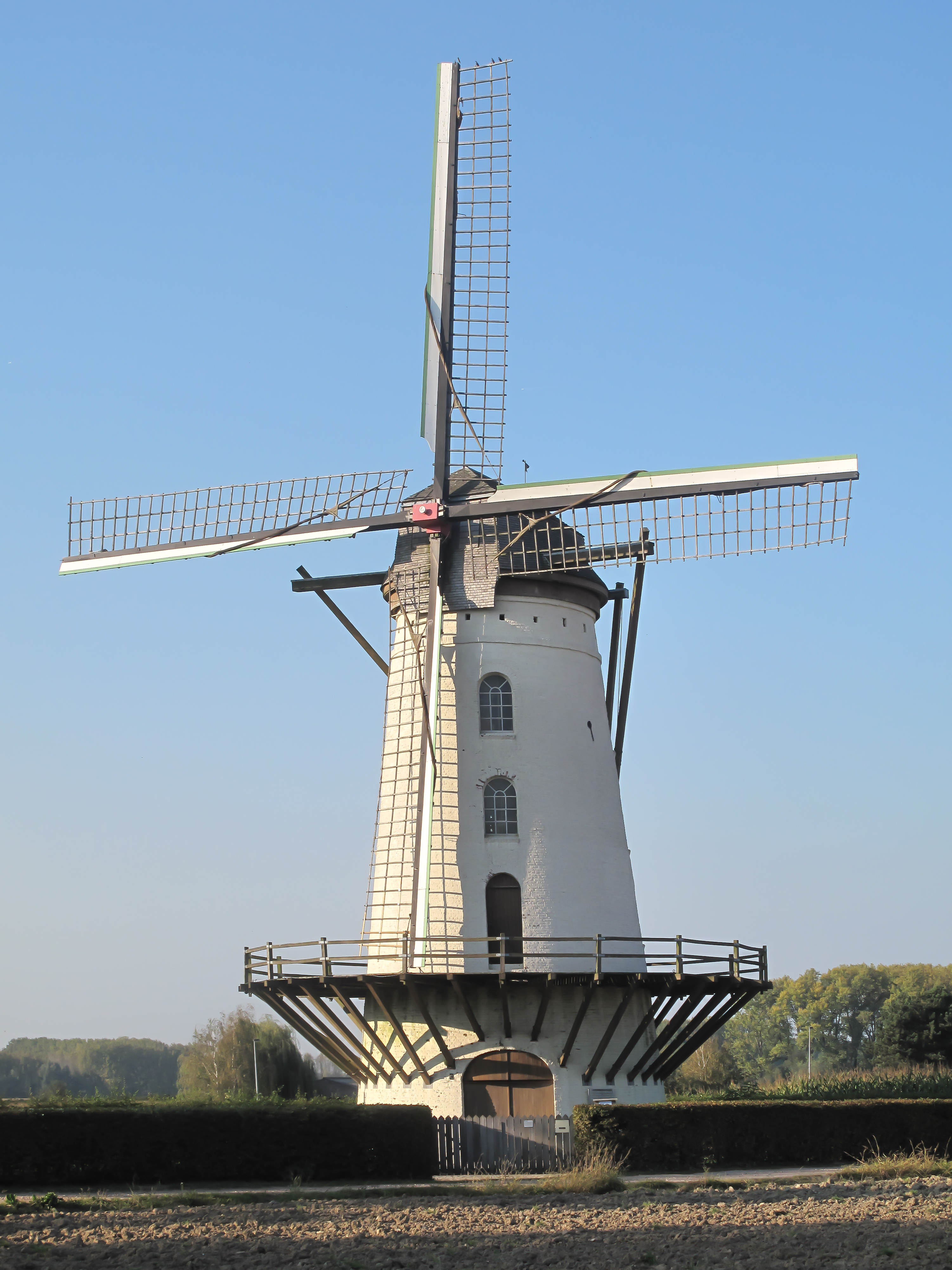
Oordegem, Mühle: de Fauconiersmolen
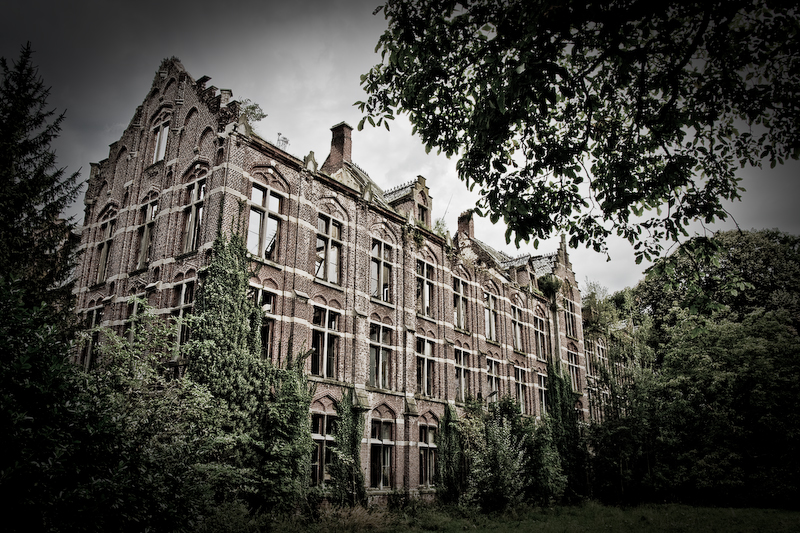
Kasteel van Mesen